# Oreopsittacus arfaki
Oreopsittacus arfaki là một loài chim trong họ Psittaculidae.
Đây là loài duy nhất trong chi, có ba phân loài.
Phạm vi phân bố bản địa là vùng núi giữa khoảng 2000 m đến 3750 m của đại lục New Guinea trên khắp cả khu Indonesia và phần Papua New Guinea của hòn đảo.